# Municipio de Cromwell (Minnesota)
El municipio de Cromwell (en inglés: Cromwell Township) es un municipio ubicado en el condado de Clay en el estado estadounidense de Minnesota. En el año 2010 tenía una población de 345 habitantes y una densidad poblacional de 3,96 personas por km².

## Geografía
El municipio de Cromwell se encuentra ubicado en las coordenadas 46°55′13″N 96°21′14″O / 46.92028, -96.35389. Según la Oficina del Censo de los Estados Unidos, el municipio tiene una superficie total de 87.2 km², de la cual 86,07 km² corresponden a tierra firme y (1,29 %) 1,13 km² es agua.

## Demografía
Según el censo de 2010, había 345 personas residiendo en el municipio de Cromwell. La densidad de población era de 3,96 hab./km². De los 345 habitantes, el municipio de Cromwell estaba compuesto por el 97,39 % blancos, el 1,45 % eran asiáticos y el 1,16 % eran de una mezcla de razas. Del total de la población el 0 % eran hispanos o latinos de cualquier raza.